# Дубинін Віталій Іванович
Віталій Іванович Дубинін (нар. 1 січня 1932, місто Ірміно, тепер Донецької області — 2014, місто Ватутіне Черкаської області) — український радянський діяч, машиніст крокуючого екскаватора Звенигородського вугільного розрізу тресту «Бурвугілля» Черкаської області. Депутат Верховної Ради СРСР 6—8-го скликань.

## Біографія
Народився в родині шахтаря. Закінчив семирічну школу та ремісниче училище в Сталінській області.
У 1947—1951 роках — помічник машиніста, машиніст екскаватора на Звенигородщині.
У 1951—1955 роках — служба в Радянській армії.
У 1955—1964 роках — машиніст екскаватора Юрківського вугільного розрізу тресту «Ватутінвугілля» Черкаської області. Без відриву від виробництва закінчив вечірню середню школу та вечірній гірничий технікум.
Член КПРС з 1963 року.
У 1964—1967 роках — машиніст крокуючого екскаватора Ватутінського шахтобудуправління Черкаської області. Ударник комуністичної праці.
З 1967 року — машиніст крокуючого екскаватора Звенигородського вугільного розрізу тресту «Бурвугілля» Черкаської області.
Закінчив заочно Московський гірничий інститут та Вищу партійну школу при ЦК КПРС.
Потім — на пенсії в місті Ватутіне Черкаської області. Помер у січні 2014 року.

## Нагороди
- орден Леніна
- орден «Знак Пошани»
- медаль «За трудову доблесть» (1960)
- медалі
- значок «Відмінник соціалістичного змагання УРСР»
- Почесний громадянин міста Ватутіне (22.08.2002)